# Brachyteleutias guentheri
Brachyteleutias guentheri är en insektsart som först beskrevs av Brunner von Wattenwyl 1895.  Brachyteleutias guentheri ingår i släktet Brachyteleutias och familjen vårtbitare. Inga underarter finns listade i Catalogue of Life.